# Departamento Saladas
Das Departamento Saladas liegt im Nordwesten der Provinz Corrientes im Nordosten Argentiniens und umfasst eine Fläche von 1.981 km2. Es ist eine von 25 Verwaltungseinheiten der Provinz. 
Im Norden grenzt es an das Departamento Empedrado, im Nordosten an das Departamento Mburucuyá, im Südosten an die Departamentos San Roque und Concepción, im Süden und Südwesten an das Departamento Bella Vista und im Westen, getrennt durch den Río Paraná, an die Provinz Santa Fe.
Die Hauptstadt des Departamento Saladas ist Saladas. 

## Bevölkerung
Der Volkszählung im Jahre 2010 zufolge hatte das Departamento Saladas damals 22.244 Einwohner.

## Städte und Gemeinden
- Saladas
- San Lorenzo
- Pago de los Deseos